# Missy, Calvados

Missy este o comună în departamentul Calvados, Franța. În 1 ianuarie 2018 avea o populație de 508 de locuitori.